# Konstanty Skirmunt

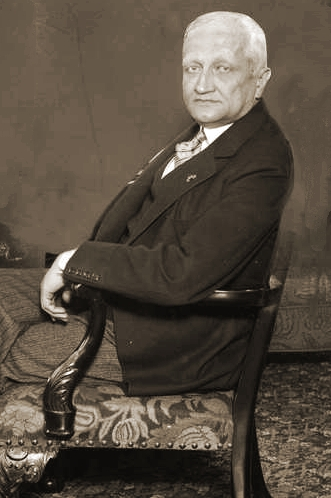
Konstanty Skirmunt.

Konstanty Skirmunt, född 30 augusti 1866 på godset Mołodowo nära Kobryń i dåvarande Guvernementet Grodno i Kejsardömet Ryssland, död 24 juli 1949 i Wałbrzych, var en polsk diplomat och politiker. 
Skirmunt valdes 1906 till ledamot av det ryska riksrådet (Riksduman) för en litauisk valkrets och var till första världskrigets utbrott 1914 en bland de ledande i polska parlamentariska klubben i Sankt Petersburg. Under kriget organiserade han som medhjälpare åt Roman Dmowski polska nationalkommittén i Paris, blev 1916 dennas representant i Rom och utsågs maj 1919 till den nya polska statens första sändebud i Rom. 
Skirmunt blev i maj 1921 utrikesminister och avgick juni 1922 med Antoni Ponikowskis ministär. Som utrikesminister avtalade han med finländske utrikesministern Rudolf Holsti det polsk-finländska alliansfördrag av 1922, som sedermera förföll genom Finlands riksdags vägran att ratificera det. Samma år företrädde han Polen på Genuakonferensen och var 1922–1929 polsk minister i London och 1929–1934 polsk ambassadör där.